# Sokule (przystanek kolejowy)
Sokule – przystanek kolejowy, niegdyś stacja kolejowa niedaleko Sokuli, w województwie lubelskim, w Polsce. Znajdują się tu 2 perony. W pobliżu przystanku posterunek odstępowy i przejazd z zaporami otwieranymi na żądanie.

## Ruch pasażerski[1]
| Rok  | Wymiana pasażerska na dobę |
| ---- | -------------------------- |
| 2017 | 20-49                      |
| 2018 | 50-99                      |
| 2019 | 50-99                      |
| 2020 | 20-49                      |
| 2021 | 20-49                      |
| 2022 | 50-99                      |
| 2023 | 50-99                      |

## Połączenia
- Dęblin
- Łuków
- Międzyrzec Podlaski
- Terespol